# Palazzo Bissari Arnaldi
Il Palazzo Bissari Arnaldi è un edificio in stile rinascimentale del XVI secolo, sito in contrà San Paolo 13 a Vicenza.

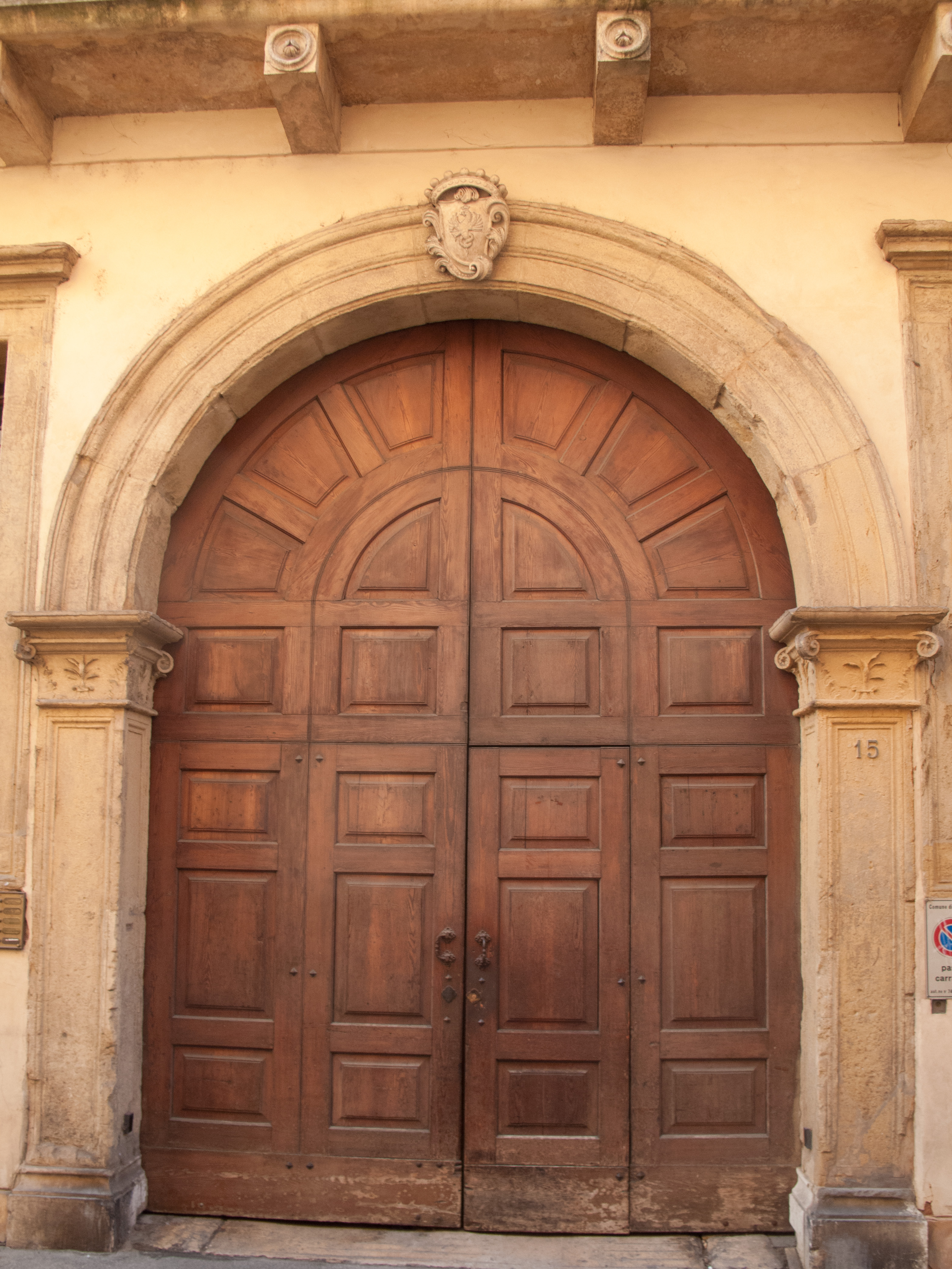
Portone del Palazzo Bissari Arnaldi

## Storia
Commissionato a fine Quattrocento dai Bissari in forme rinascimentali (resta il bel portone), con rifacimenti del XVI secolo, fu venduto alla famiglia Arnaldi nel 1584. Qui morì l'umanista Enea Arnaldi.